# Dishonored 2
Dishonored 2 är ett datorspel i genren actionäventyr och sneak 'em up utvecklat av Arkane Studios och utgivet av Bethesda Softworks. Det är uppföljaren till Dishonored från 2012 och släpptes till Microsoft Windows, Playstation 4 och Xbox One den 11 november 2016.
Spelet utspelar sig i det fiktiva riket Empire of the Isles, där huvuddelen utspelas i Karnaca, en kuststad inspirerad av områden i södra Europa. Efter att kejsarinnan Emily Kaldwin blir avsatt  av en "andlig inkräktare" kan spelaren välja mellan att spela som antingen Emily eller hennes livvakt och far Corvo Attano när de försöker att återta tronen.

## Röstskådespelare
- Stephen Russell - Corvo Attano
- Erica Luttrell - Emily Kaldwin
- Erin Cottrell - Delilah Copperspoon
- Vincent D'Onofrio - Luca Abele
- Rosario Dawson - Meagan Foster
- Roger L. Jackson - Anton Sokolov
- Robin Lord Taylor - The Outsider
- April Stewart - Jessamine Kaldwin
- Pedro Pascal - Paolo
- Sam Rockwell - Mortimer Ramsey
- Jamie Hector - Liam Byrne
- Richard Cansino - Aramis Stilton
- Jessica Straus - Alexandria Hypatia / Grim Alex
- John Gegenhuber - Grand Inventor Kirin Jindosh
- Melendy Britt - Breanna Ashworth